# 25 Dywizja Grenadierów Pancernych
25 Dywizja Grenadierów Pancernych – niemiecka dywizja grenadierów pancernych z okresu II wojny światowej. Jednostka została sformowana 23 czerwca 1943 roku w ramach reorganizacji dywizji zmotoryzowanych. 25 Dywizja Piechoty została przeformowana w 25 Dywizja Grenadierów Pancernych.

## Formowanie

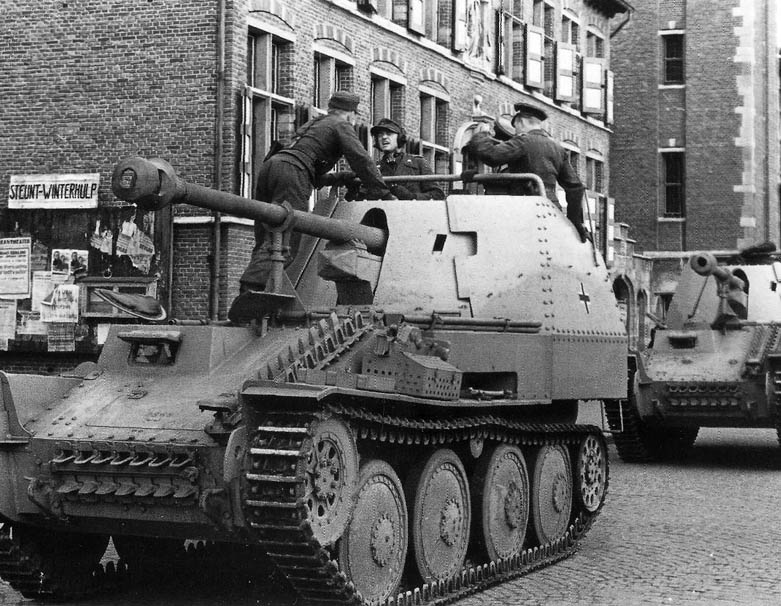
Każda z kompanii batalionu niszczycieli czołgów z 25. Dywizji Grenadierów Pancernych była wyposażona w 12 dział samobieżnych Marder III Ausf. M

25 Dywizja Grenadierów Pancernych powstała w czerwcu 1943 roku na bazie 25 DP. 25 Dywizja Piechoty składała się z trzech batalionów 35. Infantiere-Regiment (mot), trzy bataliony 119. Infantiere-Regiment (mot), 25 batalion motocyklistów oraz holowane działa trzech dywizjonów 25. Artillerie-Regiment. Dywizja była uzbrojona w haubice Skody 10,5 cm, lekkie haubice 10,5 cm leFH, ciężkie haubice 15 cm sFH oraz niewielką liczbę dział dalekiego zasięgu 15 cm K18. Po przekształceniu na dywizję grenadierów pancernych, jednostkę wzmocniono 5. batalionem czołgów a 15. batalion motocyklistów przeformowano w 125. pancerny batalion rozpoznawczy. 5. batalion czołgów posiadał 45 dział StuG III zamiast czołgów.
W celu przeciwstawienia się sowieckim czołgom KW-1 i T-34, 25. Dywizja Grenadierów Pancernych została wzmocniona 125. batalionem niszczycieli czołgów, składających się m.in. z dwóch kompanii samobieżnych dział przeciwpancernych Pak  7,5 cm oraz z kompanii przeciwlotniczej z artylerią kalibru 2 cm.

## Historia
Swój szlak bojowy rozpoczęła podczas walk pod Briańskiem na froncie wschodnim w 1943 roku. Uczestniczyła w obronie miasta Orzeł przed nacierającą Armią Czerwoną. Dzięki sprawnemu wycofaniu się, Sowieci zadali tylko minimalne straty a Niemcy skrócili linię frontu. 25. Dywizja Grenadierów Pancernych wzięła udział w nieudanej obronie Smoleńska, zajętego przez wojska radzieckie w ramach operacji Suworow. Pod koniec roku obsadziła silne pozycje obronne pod Orszą. Następujące po sobie ofensywy sowieckie na Homel i Orszę w listopadzie 1943 roku oraz w lutym 1944 roku zakończyły się fiaskiem w starciu z umocnieniami Ostwall, ciągnącymi się  od Witebska przez Orszę do Mohylewa.

### Rok 1944

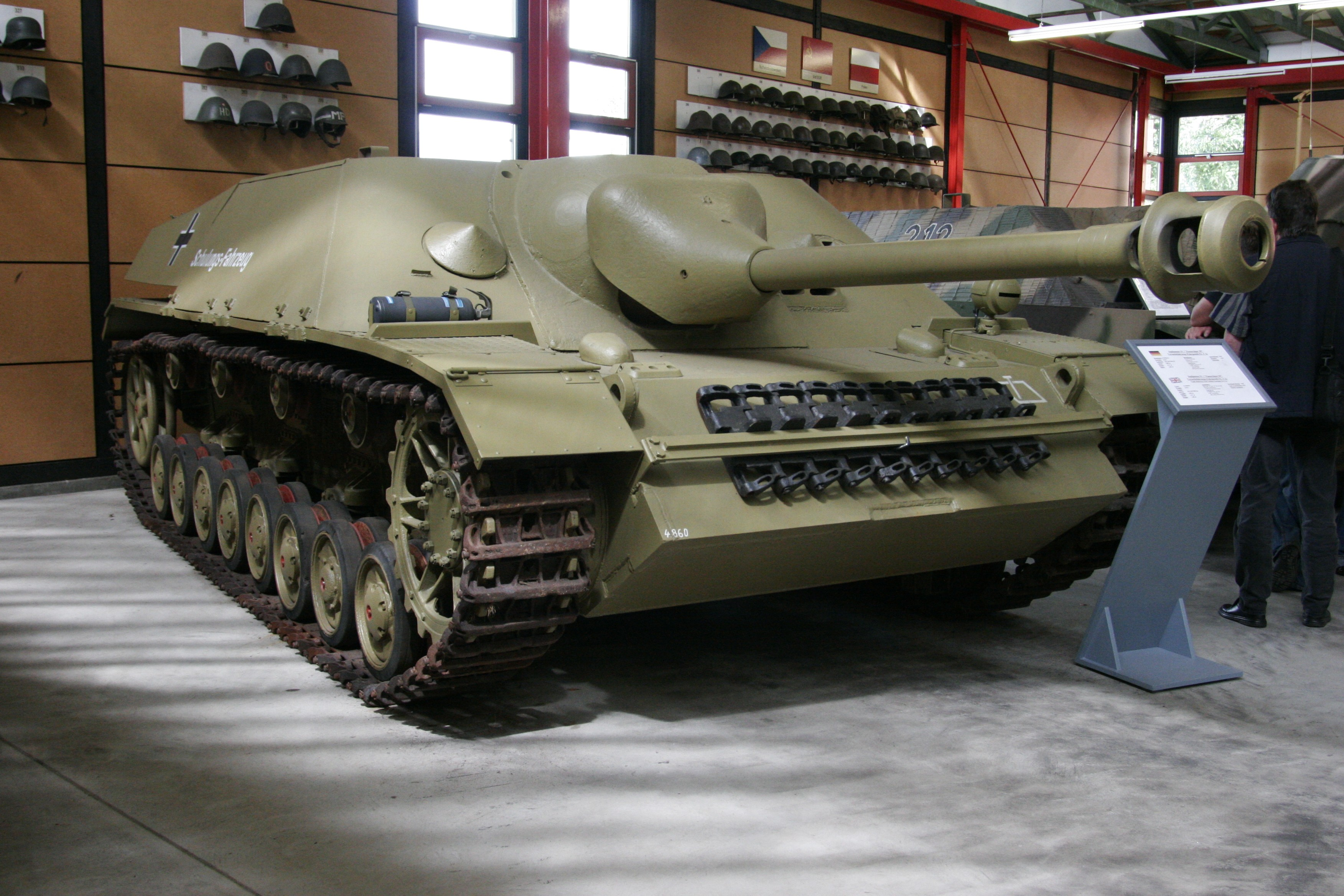
5. batalion czołgów miał trzy kompanie wyposażone w czołgi Panther oraz jedną kompanię z niszczycielami czołgów Panzerjäger IV/70 (na zdjęciu)

W 1943 roku i pierwszej połowie 1944 roku 25 Dywizja brała udział w walkach obronnych przeciwko kolejnym radzieckim ofensywom. Jednakże, sytuacja zmieniła się latem 1944 roku. Rosjanie zgromadzili potężne siły wzdłuż linii frontu w środkowej i południowej Rosji. Sprawnie przeprowadzona akcja dezinformacyjną, przekonała Niemców, że pięść letniej ofensywy będzie skierowana przeciwko Grupie Armii „Północna Ukraina”. Jednostki pancerne przeniesiono z centralnego odcina frontu na południe. Zarazem nie wykryto koncentracji Armii Czerwonej naprzeciw Grupy Armii „Środek”.

### Operacja Bagration
22 czerwca 1944 roku rozpoczęła się Operacja Bagration. Grupa Armii „Środek” została zniszczona. RKKA odbiła Mińsk i Białoruś do końca sierpnia, przekraczając przedwojenne granice i docierając do przed końcem roku do Warszawy i Prus Wschodnich. 25 Dywizja Grenadierów Pancernych została rozbita  pod Mińskiem. Resztki dywizji stały się podwaliną 107. Panzer-Brigade, która została skierowana na Front Zachodni we wrześniu 1944 roku.